# McLaren MP4/4
A McLaren MP4/4 egy Formula–1-es versenyautó, amit a McLaren tervezett az 1988-as idényre Steve Nichols és Gordon Murray közös munkája révén. A korábban Lotusnál versenyző brazil Ayrton Senna lett Alain Prost csapattársa, aki első McLarenes évét meg is nyerte. Ez évtől váltott a csapat a Honda motorokra, melyek azokban az időkben a legerősebbek voltak.
Az MP4/4-es vitathatatlanul a McLaren valaha volt legjobb alkotása. Egy kivételével az összes futamot megnyerte 1988-ban, Senna és Prost 10 kettős győzelmet szerzett, és a csapat végül háromszor annyi pontot (199 pont) gyűjtött, mint a második helyezett Ferrari (65 pont), csak 2 ponttal kevesebbet, mint az egész mezőny együttvéve.

## Tervezése
A csapat technikai igazgatója, a dél-afrikai Gordon Murray által irányított tervezőcsoport alkotta meg, amely munkában a legfőbb szerep az egyesült államokbeli Steve Nichols konstruktőr részére jutott. Az autó erőforrása a hathengeres, 1494 köbcentis Honda RA168E jelű turbómotor volt, amely 12500-as fordulatszámon körülbelül 650 lóerős teljesítményt nyújtott. Hatfokozatú McLaren-Weismann sebességváltója volt, és Goodyear abroncsokon futott.
A csapat új technikai igazgatójára, a Brabhamnél több bajnoki címet is szerző Gordon Murrayre ugyanis a szuper lapos Brabham BT55-ös kudarcát követően nem sokan merték volna rábízni egy Formula–1-es versenyautó tervezését, míg a távozó Barnard jobb keze, Steve Nichols még sohasem tervezett önállóan Formula–1-es versenyautót, hiszen az 1987-es McLaren MP4/3-as csupán Barnard egykori győztes autójának a finom módosítása volt. Murray és Nichols azonban valami egészen különlegeset alkotott, a sikertelen Brabham BT55-ös koncepcióját követve az új MP4/4-esnél is megpróbálták alacsonyabbra vinni az autó súlypontját, a homlokfelület csökkentésével pedig javítani annak a légellenállását. A Tilton egy kisebb átmérőjű, szénszálas kuplungszerkezetet készített, ez pedig azt jelentette, hogy a Honda egy alacsonyabb motort építhetett.

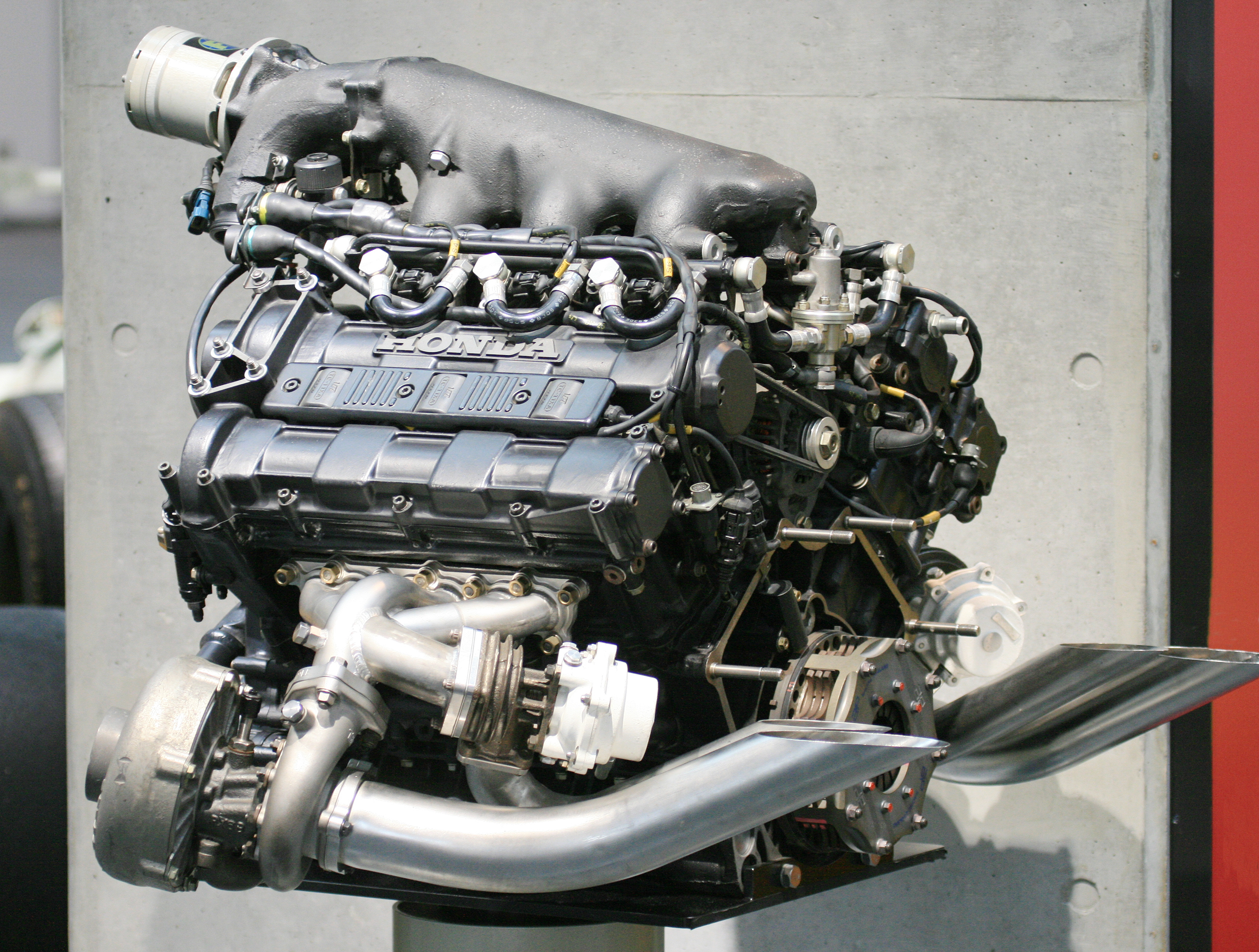
A Honda RA168E erőforrása.

Innen indult az ötlet megszületése, hogy némileg csökkentsék az 1988-as autójuk magasságát, amihez az 1988-as szezonra vonatkozó technikai előírások csak újabb adalékkal szolgáltak. A felhasználható üzemanyag mennyisége is lecsökkent 150 literre, így az alacsonyabb motorhoz egy alacsonyabb üzemanyagtankot tervezet a csapat, ebből kifolyólag alacsonyabb motorhoz és üzemanyagtankhoz a pilóták is alacsonyabbra kerültek a megszokottnál. De mivel már minden alacsonyabbra került, egy új sebességváltóra is szükség volt, és az egész összeállt egy egységes, alacsonyabb versenyautót jelentő csomaggá. A szélcsatornában tervezett autó sok aerodinamikai elemet vett át az 1987-es MP4/3-asról. Az autó azonban hosszabb is lett, hiszen a pilóta lábát az első tengely mögé kellett helyezni, emiatt pedig nőtt a tengelytáv, de ez is előnyös lett, mert stabilabbá vált az autó.
A Honda turbómotorjai mellett azonban igazából az új 1988-as technikai szabályok játszottak a McLaren kezére. Az FIA az új technikai szabályok révén ugyanis arra törekedett, hogy a turbókorszak utolsó évében a turbók 1989-es betiltása előtt kiegyenlítsék a turbó és a szívómotoros autók teljesítményét. A turbónyomást ezért 4 bárról 2,5 bárra csökkentették, ez pedig 300 lóerőt vett el az 1500 köbcentiméteres V6-os turbómotorok teljesítményéből, ami így 650 lóerőre csökkent, míg a felhasználható üzemanyag mennyiségét a turbómotoros autóknál 195 literről 150 literre csökkentették. Ráadásul a szívómotoros autóknak megengedték, hogy 40 kilogrammal könnyebbek legyenek.
A motort alacsonyra helyezték, de ennek érdekében egy háromtengelyes sebességváltót kellett tervezni és építeni, ezzel jelentős aerodinamikai előnyre tettek szert. A hátsó felfüggesztés pedig az autót nagyon stabillá tette a fékezések alatt és egyben tökéletes kigyorsítást tett lehetővé a pilóták számára. Az alacsony építés jelentős mértékben fekvő vezetési pozíciót követelt, ez pedig javította a leszorító erő-légellenállás arányt. Ez azt jelentette, hogy amikor nagyon kevés szárnnyal futott az autó a leszorító erő akkor is jelentős volt.

## A szezon

### A szezon előtt
A McLaren istálló esélyei a Honda motorok és a fiatal brazil tehetség Ayrton Senna érkezése ellenére sem voltak túlságosan fényesek. Bár a csapat számíthatott a kétszeres világbajnok, Alain Prost bizonyított képességeire és tapasztalataira, a wokingi gárda technikai stábja John Barnard, az 1984-ben és 1985-ben egyéni és konstruktőri bajnok címeket, 1986-ban pedig egyéni bajnoki címet szerző MP4/2-es és annak B illetve C változatainak a tervezőjének távozása miatt nem volt valami meggyőző.
A fejlesztési munkálatok azonban elhúzódtak, így az új MP4/4-es csak az utolsó tesztre érkezett meg, de már az első tesztkör után egyértelmű volt, hogy itt valami nagyon jó autó született, a leszorító erő, a légellenállás és a pályán való viselkedés tekintetében az autó nagyon jól viselkedett. A teszt legjobb idejét addig 1.29.90 másodperccel Gerhard Berger tartotta a Ferrarival. Majd a pályára lépett az új McLaren, amivel Alain Prost délelőtt 1:28.50-et futott, ezt követően pedig jött Ayrton Senna, aki 1:27.86-nál állította meg a stoppert, amivel a McLaren MP4/4-es 2 másodperccel volt gyorsabb a közvetlen ellenfeleinél.

### A negyedik konstruktőri cím
A  szezonnyitó brazil nagydíjon, Jacarepaguában Ayrton Senna indult a szuzukai balesete óta először versenyző Nigel Mansell és Alain Prost előtt. Senna a verseny elején felfüggesztési hiba miatt kiállt a boxba autót cserélni. Kiállása után a 2. helyre jött fel, de az autócseréért kizárták. Ezek után csapattársa megnyerte az évadnyitó versenyt. Imolában ismét domináltak a McLaren-Hondák, Senna nyert Prost előtt, a harmadik Piquet már le lett körözve. Monacóban Senna szerezte meg a pole-t csapattársa, Alain Prost, illetve Gerhard Berger és Alboreto előtt. Berger a rajtnál megelőzte a váltóproblémával küzdő Prostot, aki csak az 54. körben tudta visszaelőzni a Scuderia Ferrarit. Prost ekkor közel 50 másodperccel Senna mögött volt. A vezető brazil azonban a 67. körben hibázott, a Portier kanyarban a korlátnak ütközött és kiesett. Prost győzött Berger és Alboreto előtt.

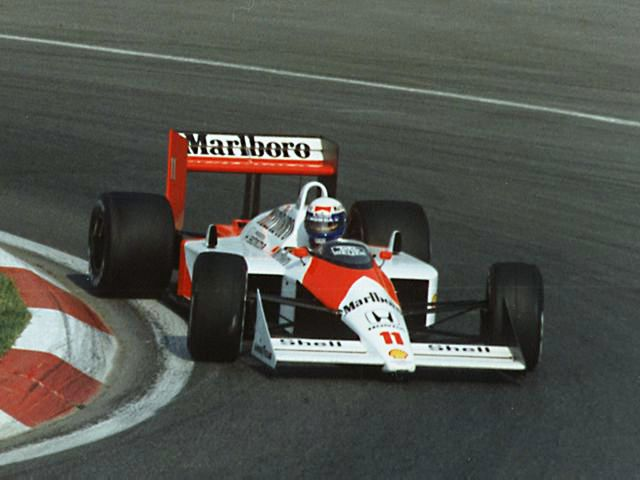
Prost Kanadában az MP4/4 volánja mögött.

Mexikóban a rajtnál Prost megelőzte az első helyről induló Sennát, és nyert csapattársa előtt, az újabb kettős győzelmet megszerezve. Kanadában Senna sorban az ötödik alkalommal indult az élről, de Prost a rajtnál megelőzte. A 19. körben, amikor utolérték a lekörözendőeket, Senna megelőzte csapattársát a hajtűkanyar előtt és megnyerte a futamot. A harmadik Thierry Boutsen már több, mint 50 másodperc hátrányban ért célba. Detroitban Senna ismét az élről indulva győzött, majdnem 40 másodperc előnnyel. A 4. helyről induló Prost a rajt után Boutsen mögé is visszaesett, de a 6. körben már második volt, Sennát azonban nem tudta utolérni. A francia nagydíjon, Prost hazai versenyén megszerezte a pole-t Senna előtt. A verseny alatti boxkiállások után a brazil vette át a vezetést, de váltóproblémával küszködött, így Prost utolérte, majd a francia a 61. körben megelőzte a lekörözéseknél, majd győzött. A brazil elveszített néhány sebességet a verseny végén, de így is sikerült a második helyen célba érnie Alboreto, Berger és Piquet előtt.
Silverstone-ban meglepetésre, a két Ferrari után a második sorba McLarenek kerültek, Bergeré lett a pole Alboreto, Senna és Prost előtt. A verseny napján esett, Senna gyorsan megelőzte Alboretót, majd a 14. körben a vezető Bergert is, így győzött a versenyen. Végül egyik Ferrari sem szerzett pontot, Prost pedig autója nehéz kezelhetősége miatt kiállt. Hockenheimban újra a McLareneké lett az első sor. A verseny előtt esett, de a rajtra már elkezdett száradni a pálya, a slick abroncsokat választó Piquet kivételével mindenki esőgumival rajtolt. A rajtnál Senna megtartotta első helyét, a verseny végéig megtartotta azt. Prost nem túl jó rajtja után Nannini és Berger megelőzésével visszatért a második helyre, míg Berger harmadik lett. A magyar nagydíjon ismét Senna indult az első helyről, Nigel Mansell előtt, míg Prost csak a 7. helyet szerezte meg. A rajtot Mansell jobban kapta el, de Senna erősebb motorjának köszönhetően előbb tudott befordulni az első kanyarba. Bár a bárányhimlőben szenvedő brit egy ideig üldözte a brazil megcsúszása után visszaesett mezőnyben, majd kimerültség miatt kiállt a versenyből. Prost egyre előrébb került, a 32. körben már a harmadik volt, majd a 47. körben Boutsen megelőzésével már Senna mögött autózott. Yannick Dalmas és Gabriele Tarquini lekörözésénél megelőzte Sennát is, de kissé kicsúszott az első kanyarban, így Senna visszaelőzte. Prost ezután vibrációval küzdött, ezért csak csapattársa mögött ér célba.

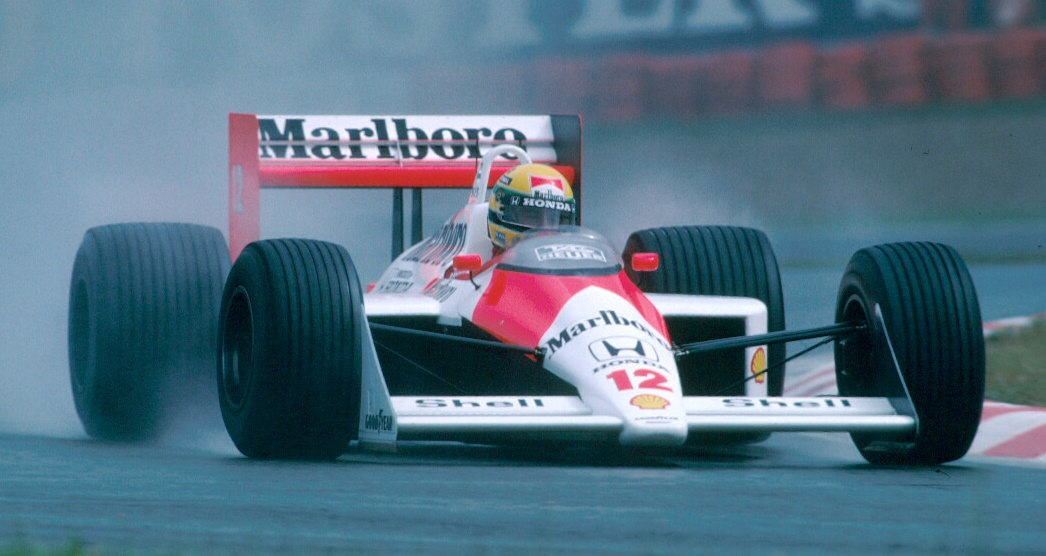
Senna az MP4/4 volánja mögött.

A belga nagydíj az első helyről Senna, a másodikról Prost indult. A francia az első kanyarban csapattársa előtt fordult be, de  Senna a Eau Rouge utáni egyenesben visszaelőzte, és a verseny végéig az élen maradt. A csapat a futam után bebiztosította a konstruktőri címet. Az olasz nagydíjon az első sort Senna-Prost sorrendben a McLaren szerezte meg, míg a másodikat a hazai közönségük előtt versenyző Scuderia Ferrarik. A rajt után Senna megtartotta a vezetést, akit Prost követett, azonban a francia Honda turbómotorja a 35. körben elfüstölt. Senna így nagyon közel került a világbajnoki címhez, de a Mansellt helyettesítő Jean-Louis Schlesser lekörözése közben nekiütközött, így kiesett. Így az egyetlen olyan futamon, amelyet nem a McLaren nyert meg. Portugáliában Prosté lett az első hely Senna előtt, de a brazil a rajt után az élre állt. Amikor az első kör végén befordultak a célegyenesbe, Senna balra húzódott, Prost pedig meglátta a kínálkozó rést a jobb oldalon és bement Senna mellé, aki viszont ezt meglátva elkezdte jobbra húzni az autóját, és 250 km/h sebességnél majdnem a bokszutca falához szorította Prostot. Aztán az első kanyarban a belső íven lévő Prost megelőzte a kívülről bekanyarodni készülő Sennát, így a francia fordult elsőként és hamar előnyre tett szert. Sennát a 21. körben megelőzte Ivan Capelli, így a harmadik helyre esett vissza. Később Berger is megelőzte, de az osztrák véletlenül rossz gombot, a tűzoltó berendezését nyomta meg a pilótafülkében, majd kicsúszott a kavicságyba. Senna üzemanyagproblémával küszködött és a boxba is ki kellett állnia új gumikért, ezért csak a hatodik lett. A versenyt Prost nyerte Capelli és Boutsen előtt.
Jerezben Senna az indult az élről, de a második helyről induló Prost és Mansell is megelőzte. Senna nem tudta Mansell megelőzni, a 39. körben Capelli is megelőzte, a March motorja néhány kör múlva elfüstölve tönkrement. Alessandro Nannini kerékcseréje után Patresét és Sennát, amivel a harmadik helyre jött fel. Az 51. körben Senna is kiállt új gumikért, nem pontszerző helyre visszaérve. Prost nagy előnnyel nyerte meg a versenyt Mansell, Nannini és Senna előtt. Senna autójában az üzemanyagszintet rosszul mérő számítógép lassításra intette a brazilt. Az utolsó előtti japán nagydíjon Senna bebiztosíthatta világbajnoki címét, ha megnyeri a versenyt. A rajtnál a brazil autója szinte állva maradt, míg Prost átvette a vezetést. Senna szerencséjére a célvonal után a pálya lejtett, így az elindult autóban a brazil beindíthatta a motort, a rajt után a 14. helyre esett vissza. Az élen Prost mögött szorosan autózott Capelli , aki 16. körben rövid időre átvette a vezetést. Prost hamar visszaelőzte, majd az olasz 3 kör múlva elektronikai hiba miatt kiesett. Ekkor Senna már a 2. helyen haladt. Prostnak kisebb váltóproblémája volt, majd amikor lekörözéshez ért, Senna a 28. körben átvette tőle a vezetést. A brazil ezután a futamgyőzelemmel együtt megszerezte az egyéni címet is. Prost második lett Boutsen, Berger, Nannini és Patrese előtt.
Az évad, egyben a turbókorszak utolsó futamán, ausztrál nagydíjon a McLaren a 12. első rajtsorát szerezte meg az évben. Prost jobb rajtjának köszönhetően Senna elé került. Berger a 3. körben megelőzte Sennát, majd Prost után eredt. A 14. körben a franciát is megelőzte, így az élre állt. Ekkor úgy tűnt, az osztrák nyeri a versenyt, de René Arnoux lekörözésénél nekiütközött, így kiesett. Prost ezáltal visszakerült az élre, és győzött Senna, Piquet, Patrese, Boutsen és Capelli előtt. Senna 90 ponttal végzett az egyéni világbajnokság élén, Prost 87 egységet szerzett. A 15 futamot megnyerő McLaren-Honda 199 ponttal győzött a Scuderia Ferrari, a Benetton-Ford és Lotus-Honda előtt.

## Eredmények
(Táblázat értelmezése)

(Félkövér: pole-pozícióból indult; dőlt: leggyorsabb kört futott) 

| Év   | Csapat                 | Motor                       | Gumi | Versenyzők   | 1   | 2   | 3   | 4   | 5   | 6   | 7   | 8   | 9   | 10  | 11  | 12  | 13  | 14  | 15  | 16  | Pont | Helyezés |
| ---- | ---------------------- | --------------------------- | ---- | ------------ | --- | --- | --- | --- | --- | --- | --- | --- | --- | --- | --- | --- | --- | --- | --- | --- | ---- | -------- |
| 1988 | Marlboro McLaren Honda | Honda RA168E 1.5 V6 (turbó) | G    |              | BRA | SMR | MON | MEX | CAN | USE | FRA | GBR | GER | HUN | BEL | ITA | POR | ESP | JPN | AUS | 199  | 1.       |
| 1988 | Marlboro McLaren Honda | Honda RA168E 1.5 V6 (turbó) | G    | Alain Prost  | 1   | 2   | 1   | 1   | 2   | 2   | 1   | Ki  | 2   | 2   | 2   | Ki  | 1   | 1   | 2   | 1   | 199  | 1.       |
| 1988 | Marlboro McLaren Honda | Honda RA168E 1.5 V6 (turbó) | G    | Ayrton Senna | DSQ | 1   | Ki  | 2   | 1   | 1   | 2   | 1   | 1   | 1   | 1   | 10  | 6   | 4   | 1   | 2   | 199  | 1.       |